# Группа семи (искусство)

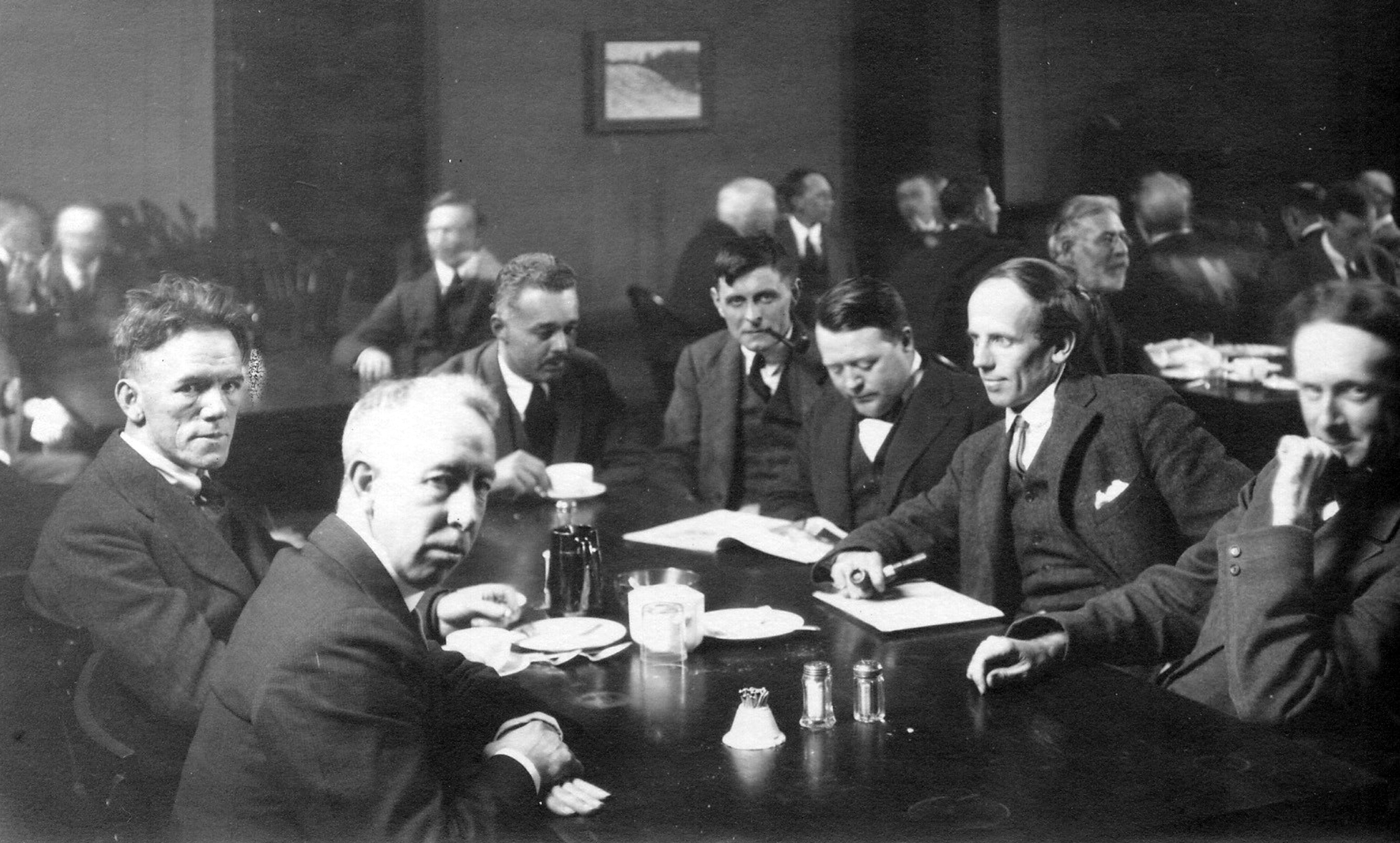
Фредерик Варли, Александер Джексон, Лоурен Харрис, Баркер Фейрли, Фрэнк Джонстон, Артур Лисмер и Джеймс Макдональд. (ок. 1920)

«Группа семи» (англ. Group of Seven; также «Сообщество семерых», «Алгонкинская школа») — группа канадских пейзажистов, существовавшая с 1920 по 1933 годы. В первоначальный состав группы входили Франклин Кармайкл (1890—1945), Лоурен Харрис (1885—1970), Александер Джексон (1882—1974), Фрэнк Джонстон (1888—1949), Артур Лисмер (1885—1969), Джеймс Макдоналд (1873—1932) и Фредерик Варли (1881—1969). В 1926 году к ним присоединился Альфред Кассон (1898—1992), в 1930 — Эдвин Холгейт (1892—1977), в 1932 — Лемуан Фитцджеральд.
С группой часто ассоциируют Тома Томсона (1877—1917) и Эмили Карр (1871—1945). Томсон, скончавшийся до формирования группы, оказал на неё заметное влияние. В эссе Харриса The Story of the Group of Seven Томсон назван «частью движения до того, как оно приобрело название». Работы Томсона The West Wind и The Jack Pine причисляются к культовым произведениям группы. Эмили Карр также считается одним из участников сообщества, однако официально в группе никогда не состояла.
Участники группы считали, что самобытная канадская живопись может появиться в прямом контакте с природой. Наиболее известными произведениями художников стали картины, созданные под вдохновением от канадских пейзажей. С этих работ началась история национальной канадской живописи. Идейным продолжением группы стала Canadian Group of Painters, сформированная в 1933 году из участников группы «Бивер Холл», имевшей долгую историю совместных с Группой семи выставок на международной художественной арене.